# Camp 188

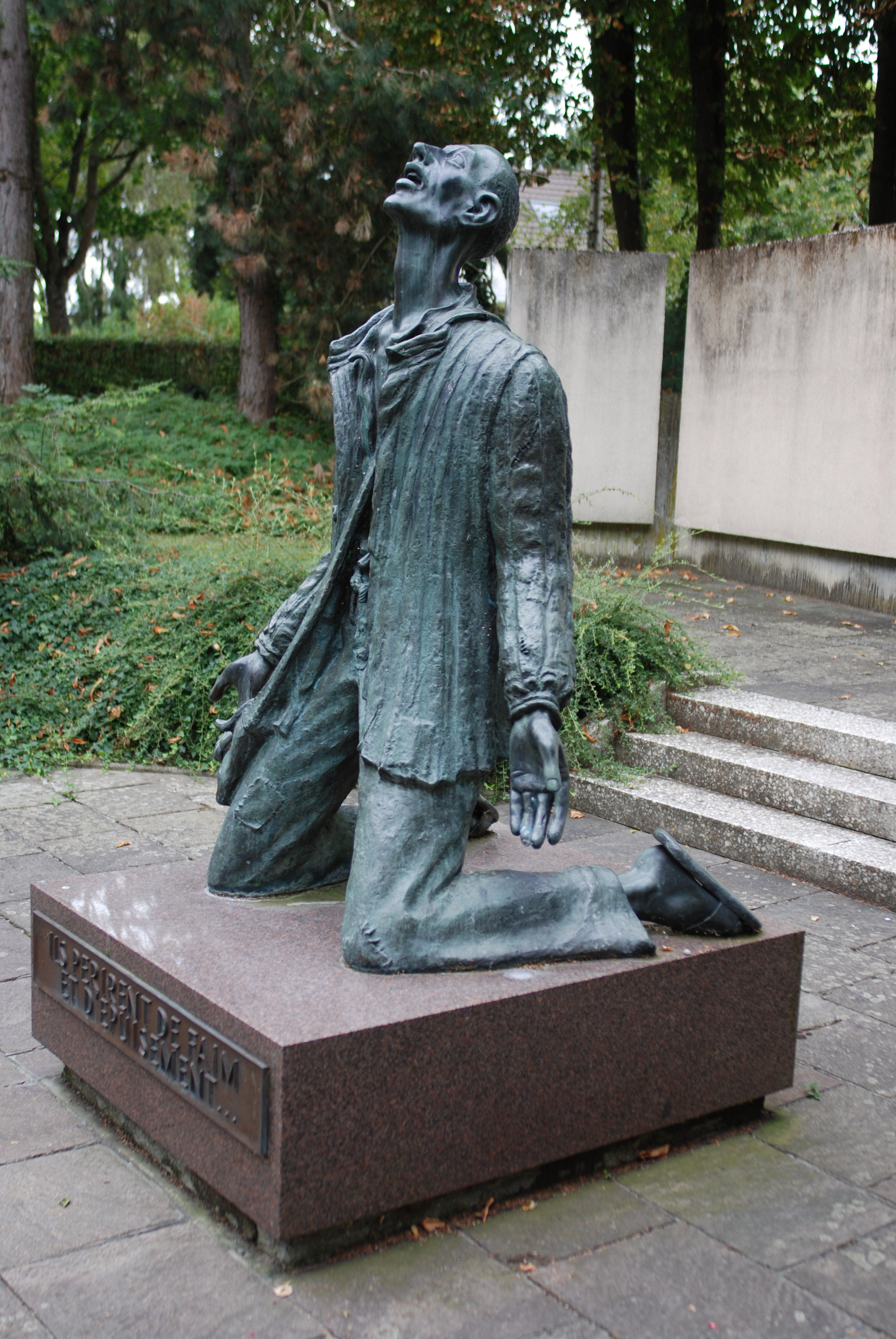
Mémorial de la ville de Mulhouse pour les 17000 morts du camp de Tambov et d'autres camps de prisonniers en Russie.

Le Camp 188 est le camp d'internement situé à 15 km de Tambov, à 419 km au sud-est de Moscou.

## Historique
Il a été ouvert en janvier 1942. Il était à l'origine destiné aux soldats de l'Armée rouge faits prisonniers par les Allemands. Des prisonniers de la bataille de Stalingrad y ont également été détenus à partir de décembre 1942.

### Internement des malgré-nous
Nombre de malgré-nous désertèrent le front ou furent faits prisonniers par l'Armée rouge durant la débâcle allemande et envoyés dans des camps de détention soviétiques. Cela valut à ce camp le nom de « camp des Français. 18 000 hommes sont internés au camp de Tambov à partir de juin 1943. Six à huit mille y laissèrent la vie ».
Le dernier malgré-nous libéré, Jean-Jacques Remetter, retourna chez lui en 1955.

### Échange de prisonniers soviétiques contre des Français
Dès le printemps 1943, alors qu'est constatée la présence d'Alsaciens et de Mosellans sur le front de l'Est, certains, à Londres, dans l'entourage du général de Gaulle, mais aussi en Union soviétique, comme le secrétaire général du Komintern à Moscou, le Français André Marty ou l'écrivain francophile Ilya Ehrenbourg, envisagent la création, avec les nombreux déserteurs, d'une brigade Alsace-Lorraine qui combattrait aux côtés de l'Armée rouge et qui prolongerait la fraternité d'armes des pilotes de l'escadron Normandie-Niemen, constitué en novembre 1942.
À la création d'une unité combattant sur le front de l'Est, est finalement préféré l'envoi d'un contingent de prisonniers en Algérie pour étoffer les troupes de la France libre. Cette option est acceptée, début mai 1944, par le gouvernement soviétique qui donne son accord pour le rapatriement de 1 500 prisonniers sur les 1 900 Alsaciens-Mosellans alors regroupés au camp 188. Ne sont pas compris dans ce premier convoi les prisonniers trop faibles ou malades, ou d'autres qui ne paraissent pas sûrs idéologiquement.
Après avoir bénéficié d'un régime amélioré et revêtu des uniformes soviétiques tout neufs, les 1 500 sont répartis en quatre compagnies. Ils quittent le camp le 7 juillet 1944, derrière un drapeau tricolore frappé de la croix de Lorraine, en défilant devant le général Ernest Petit, chef de la mission militaire de la France libre en URSS. Engagés dans les rangs des forces françaises libres, certains d'entre eux participeront même, dans les rangs des commandos, aux combats de la libération de l'Alsace. 
Aucun autre échange n'eut lieu par la suite.

## Citation
« À Tambov, les conditions de détention sont effroyables. Les prisonniers y survivent dans une effarante promiscuité et dans une hygiène déplorable, à l'abri de baraques creusées à même le sol pour mieux résister au terrible hiver russe où la température descend en dessous de −30 °C. Un peu de soupe claire et environ 600 grammes de pain noir, presque immangeable, constituent la ration journalière estimée à 1 340 calories […]. On estime qu'environ un homme sur deux mourait à Tambov après une durée moyenne d'internement inférieure à quatre mois. »

## Mémorial
À Mulhouse, en Alsace, a été édifié un mémorial pour les 17 000 morts alsaciens et mosellans du Camp 188 et d’autres camps en URSS,.

## Personnalités internées
- Camille Claus (1920-2005), peintre français.
- Louis Wiederkehr (1925-2010), artisan-peintre français, restaurateur du patrimoine historique.
- Albert Thiam (1921-1998), ébéniste, sculpteur et dessinateur lorrain, auteur de nombreuses fresques sur les « Malgré-Nous ».